# Bogdan Racovițan
Bogdan Racovițan (Dijon, 6 de junio de 2000) es un futbolista francés, nacionalizado rumano, que juega en la demarcación de defensa para el Raków Częstochowa de la Ekstraklasa.

## Selección nacional
Tras jugar con las categorías inferiores de la selección, finalmente el 22 de marzo de 2024 hizo su debut con la selección de Rumania en un partido amistoso contra Irlanda del Norte que finalizó con un resultado de empate a uno tras los goles de Jamie Reid para Irlanda del Norte, y de Dennis Man para Rumania.

### Participaciones en Eurocopas
| Copa          | Sede     | Resultado        | Partidos | Goles |
| ------------- | -------- | ---------------- | -------- | ----- |
| Eurocopa 2024 | Alemania | Octavos de final | 2        | 0     |

## Clubes
| Club              | País    | Año       | Partidos | Goles |
| ----------------- | ------- | --------- | -------- | ----- |
| Dijon FCO II      | Francia | 2019-2021 | 23       | 2     |
| FC Botoșani       | Rumania | 2021-2022 | 25       | 1     |
| Raków Częstochowa | Polonia | 2022-     | 70       | 5     |

## Palmarés

### Títulos nacionales
| Título               | Club              | País    | Año  |
| -------------------- | ----------------- | ------- | ---- |
| Supercopa de Polonia | Raków Częstochowa | Polonia | 2022 |
| Ekstraklasa          | Raków Częstochowa | Polonia | 2023 |